# نور سلطان نزارباييف
نور سلطان أبيشولي نزارباييف (بالقازاقية: Нұрсұлтан Әбішұлы Назарбаев)، من مواليد 6 يوليو 1940 بشيمولغان (جمهورية كازاخستان الاشتراكية السوفيتية)، هو رئيس جمهورية كازاخستان السابق للفترة من 1990 وإلى 2019. انتخب سنة 1999 وأعيد انتخابه لفترة أخرى مدتها سبع سنوات في عام 2006 وكذلك مرة أخرى في أبريل 2011، مع أكثر من 90% من الأصوات.في انتخابات أبريل 2015، حصل على أكثر من 97٪ من الأصوات. عمل كرئيس لجمعية شعب كازاخستان حتى عام 2021. نزارباييف هو أيضًا عضو في المجلس الدستوري وعضو فخري في مجلس الشيوخ في كازاخستان، وكان رئيسًا لمجلس الأمن حتى إقالته من هذا المنصب استجابةً الاحتجاجات الكازاخستانية 2022

## حياته

### شبابه
ولد نزارباييف في شيمولغان، وهي بلدة ريفية بالقرب من ألماتي، في حين كانت كازاخستان إحدى جمهوريات الاتحاد السوفيتي. كان والده عاملا فقيرا يعمل لصالح عائلة ثرية محلية حتى مصادرة السوفيت لمزرعة الأسرة في سنة 1930، خلال سياسة العمل الجماعي لستالين. وفي أعقاب ذلك، قرر والده أن يأخذ عائلته إلى الجبال ليعيشوا حياة الترحال.
في نهاية الحرب العالمية الثانية، عادت العائلة إلى قرية شيمولغان وبدأ نزارباييف بتعلم الروسية. نجح في دراسته، وأُرسل إلى مدرسة داخلية في كاسكيلان.
بعد أن ترك المدرسة، أمضى سنة على نفقة الحكومة في مصنع كراغندا للصلب في تيميرتاو. كما عمل في مصنع آخر للصلب في دنيبروبيترفسك، وكان بعيدا عن تيميرتاو عندما تصاعدت أعمال الشغب على سوء ظروف العمل في المدينة. في سن العشرين، كسب راتبا جيدا من خلال «عمل شاق وخطير» في فرنٍ لصهر المعادن.
انضم إلى الحزب الشيوعي في عام 1962 وسرعان ما أصبح عضوا مهما في عصبة الشبيبة الشيوعية وعضوا متفرغا للحزب، وبدأ الدراسة في معهد البوليتكنيك في قراغندي. أصبح سكرتيرا للجنة الحزب الشيوعي في كومبينات المعروفة بالصناعات المعدنية بقراغندي عام 1972، وبعد أربع سنوات، أصبح السكرتير الثاني للجنة الإقليمية للحزب في قراغندي.
كونه بيروقراطيا، اهتم نزارباييف بالوثائق والمشاكل القانونية، وتسوية المنازعات الصناعية، وكذلك اعتمد لقاءات مع العمال لحل المشاكل الفردية. وكتب في وقت لاحق «تخصيص المركزي لاستثمار رأس المال وتوزيع الأموال» يعني أن البنية التحتية ضعيفة، وأن الروح المعنوية للعمال كانت ضعيفة وهم مجهدون من كثرة العمل. ورأى أن المشاكل التي يعاني منها المصنع بمثابة صورة مصغرة من مشاكل الاتحاد السوفيتي.

### وصوله إلى السلطة
في عام 1984، أصبح نزارباييف رئيس وزراء جمهورية كازاخستان الاشتراكية السوفيتية (رئيس مجلس الوزراء) وعمل مع دين محمد كوناييف، الأمين الأول للحزب الشيوعي في كازاخستان. انتقد نزارباييف عسكر كوناييف، مدير أكاديمية العلوم، في الدورة 16 للحزب الشيوعي كازاخستان في يناير 1986 لأنه لم يصلح المؤسسة. دين محمد كوناييف، رئيس نزارباييف وشقيق عسكر شعر بالخيانة وذهب إلى موسكو وطالب بإقالة نزارباييف بينما أنصار هذا الأخير شنوا حملة على كوناييف وطالبوا بتولي نزارباييف منصبه.
أخيرا، أطيح بكوناييف في عام 1985 وحل محله الروسي غينادي كولبين، والذي كان على الرغم من وظيفته قليل النفوذ في كازاخستان. أصبح نزارباييف زعيم الحزب الشيوعي في 22 يونيو 1989 - ثاني كازاخي (بعد كوناييف) أدى هذه الوظيفة -. وشغل منصب رئيس المجلس الأعلى لكازاخستان السوفيتية من 22 فبراير إلى 24 أبريل 1990.
على الرغم من تعيينه زعيما لكازاخستان، كان نزارباييف قريبا بما فيه الكفاية لميخائيل غورباتشوف وكان الخيار الثاني لغورباتشوف لتولي منصب نائب رئيس الاتحاد السوفيتي في عام 1990، ومع ذلك، رفض نزارباييف. في 24 نيسان عام 1990، عُين نزارباييف أول رئيس لكازاخستان من قبل مجلس السوفيت الأعلى. وقال نزارباييف أنه يؤيد الرئيس الروسي بوريس يلتسين أثناء محاولة انقلابه بقيادة لجنة الدولة لحالة الطوارئ.

### رئاسته
يشارك نزارباييف في المؤتمرات الرئيسية والمنتديات العالمية، مثل اجتماعات الجمعية العامة للأمم المتحدة، وقمة الأمن النووي، أو المنتدى الاقتصادي العالمي في دافوس. جعل نور سلطان كازاخستان مضيفة للعديد من الأحداث الدولية: قمة منظمة الأمن والتعاون في أستانا في ديسمبر 2010، والدورة 38 للمجلس الوزاري لمنظمة التعاون الإسلامي في يونيو 2011 واجتماعات مجموعة 5+1 ألماتي 1 وألماتي 2 حول البرنامج النووي الإيراني. وقد بدأ نزارباييف أيضا سلسلة من المنتديات تهتم بالمجتمع الدولي، وخاصة منتدى أستانا الاقتصادي، ومؤتمر زعماء الأديان العالمية والتقليدية، ومنتدى الإعلام الأوروآسيوي، ودورات مجلس المستثمرين الأجانب...
ويسعى نزارباييف لجذب الأجانب الراغبين في إقامة علاقات اقتصادية مع كازاخستان. من بينها، دولة قطر، والتي مولت بناء مسجد يسع لسبعة آلاف مُصلٍّ (الإسلام هو الدين السائد في كازاخستان، على الرغم من أن الدولة علمانية رسميا). وكذلك المهندس المعماري الياباني كيشو كوروكاوا، والذي صمم الخطة الرئيسية لأستانا.

#### الانتخاب ونتائج الانتخابات الرئاسية
| التاريخ       | النتيجة | عدد الأصوات | الحزب                          |
| ------------- | ------- | ----------- | ------------------------------ |
| 1 ديسمبر 1991 | 98,80%  | 8 681 276   | الحزب الشيوعي للاتحاد السوفيتي |
| 10 يناير 1999 | 81,00%  | 5 846 817   | مستقل                          |
| 4 ديسمبر 2005 | 91,15%  | 6 147 517   | نور أتان                       |
| 3 أبريل 2011  | 95,55%  | 7 850 958   | نور أتان                       |
| 26 أبريل 2015 | 97,75%  | 8 833 250   | نور أتان                       |

#### الفترة الأولى (1991-1999)

##### الجزء الأول (1991-1995)
أعاد نزارباييف تسمية لجنة دفاع الدولة السابقة بـوزارة الدفاع وعين ساغدات نورماغمبيتوف لمنصب الوزير في 7 مايو 1992. المجلس الأعلى، برئاسة سريكبولسي عبد إلين بدأ بالنقاش حول مشروع الدستور في يونيو 1992. حيث أنشأ الدستورُ نفوذا تنفيذيا قويا مع تحكم محدود.
تظاهرت الأحزاب السياسية المعارضة عزت، زلتوكسان والحزب الجمهوري في ألماتي من 10 إلى 17 يونيو ودعوا لتشكيل حكومة ائتلافية واستقالة حكومة رئيس الوزراء سيرغي تيريشنكو والمجلس الأعلى. وضعت قوات الأمن الكازاخية حدا للاحتجاجات يوم 18 يونيو 1992. اعتمد الدستور في 28 يناير 1993 من قبل البرلمان الذي يتكون من نواب شيوعيين.

##### تمديد الولاية وانتقال العاصمة
في أبريل 1995، تم تنظيم استفتاء لتمديد فترة ولايته حتى 1 ديسمبر 2000. تم قبول هذا الاقتراح بنسبة 95.5٪ من الأصوات.
في 10 ديسمبر 1997، بعد الاقتراح الذي تقدم به الرئيس نزارباييف في عام 1994، انتقلت العاصمة من ألماتي إلى أستانا.

#### ولاية ثانية (1999-2006)

شعار حزب نور أتان

في يناير 1999، تم انتخابه بنسبة 81٪ من الأصوات. في العام نفسه، أسس حزب نور أتان والذي يسيطر بالكامل على المجلس الأدنى بالبرلمان (على الرغم من أن هناك بعض النواب دون انتماءات حزبية، لا توجد معارضة).
عين نزارباييف ألتونبيك سارسنباييف، الذي كان وزيرا للثقافة والإعلام والوفاق في ذلك الوقت، أمينا لمجلس الأمن الكازاخي عوض مارات تاجين في 4 مايو 2001. وعين الأخير رئيس مجلس الأمن القومي عوض النور موساييف، وأصبح موساييف بدوره رئيس الحرس الرئاسي.

#### ولاية ثالثة (2006-2011) وتعديل الدستور
يوم 4 ديسمبر عام 2005، أجريت انتخابات رئاسية جديدة وانتخب الرئيس نزارباييف بنسبة 91,15٪ من الأصوات (أي ما مجموعه 6871571 ناخبا) حسب لجنة الانتخابات المركزية في كازاخستان. وقد انتقد هذا التقدير من قبل منظمة الأمن والتعاون في أوروبا، ومنظمات مراقبة الانتخابات الأخرى لأنها لا تفي بالمعايير الدولية للانتخابات الديمقراطية. وأدى نزارباييف اليمين الدستورية في 11 يناير 2006 لمدة سبع سنوات.
في 18 مايو 2007 تبنى برلمان كازاخستان تعديلا دستوريا يسمح لنزارباييف بالترشح عدة مرات كما يشاء. طُبق هذا التعديل على وجه التحديد لصالح لنزارباييف. الدستور الأصلي، ينص على أنه يجوز للمترشح إعادة الترشح سوى مرتين.

في عام 2010، تولت كازاخستان رئاسة منظمة الأمن والتعاون لمدة عام.
تم منحه لقب «زعيم الأمة» من قبل مجلس النواب في 12 مايو 2010، وهي مكانة تعزز مبدأ عبادة الزعيم، حصانته والامتيازات بعد أكثر من عشرين عاما على رأس الدولة الكازاخية.

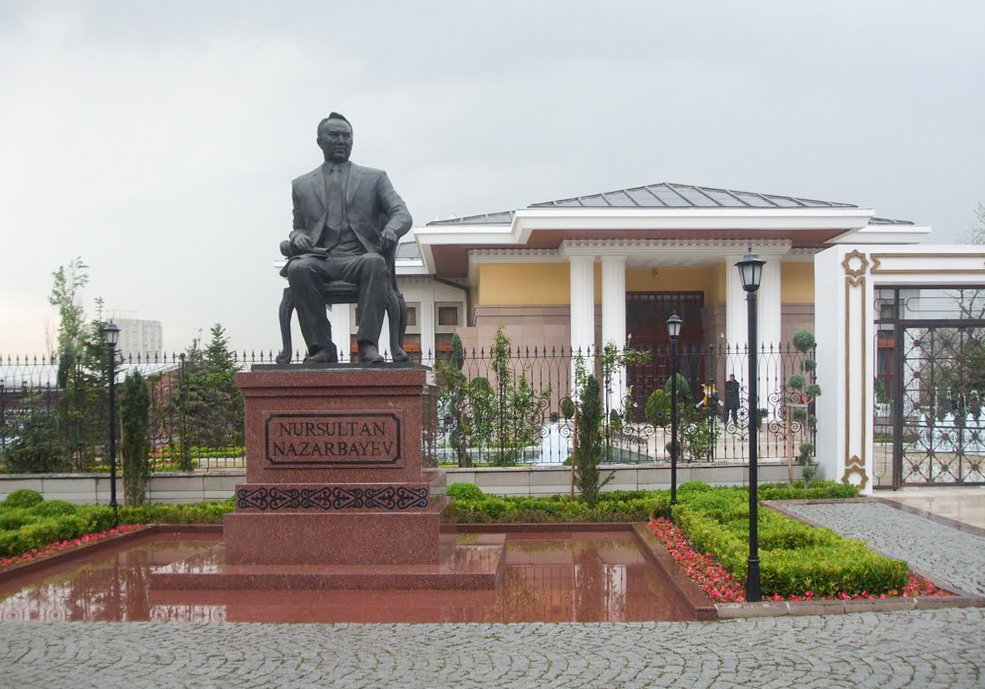
تمثال لنزارباييف في وسط أنقرة

 تم تدشين تمثال له في وسط أنقرة في يونيو 2010 رمزا للعلاقات بين تركيا وكازاخستان. كما تم إصلاح الدستور ليتذكر الناس «حقيقة» أن الرئيس هو مؤلف النشيد الوطني. كما تظهر بصمات يده على كل ورقةٍ نقدية. كما تظهر في كرة ذهبية مثبتة في أعلى برج في العاصمة أستانا.
في عام 2009، نشر الوزير البريطاني السابق جوناثان آيتكين سيرة بعنوان «الرئيس نزارباييف وبناء كازاخستان» Nazarbayev and the Making of Kazakhstan. الكتاب يتبنى موقفا إيجابيا بشكل عام حول نزارباييف، قائلا في المقدمة أنه هو المسؤول الرئيسي عن نجاح كازاخستان الحديثة.

#### ولاية رابعة (2011-2015)
في 3 أبريل 2011، فاز نزارباييف في انتخابات 2011 الرئاسية بهامش كبير محققًا 95 بالمئة من أصوات الناخبين، وربما يفسر ذلك الدافع الذي جعل المعارضة تقاطع الانتخابات. وبالرغم من الإقبال الواسع على الانتخابات الذي حطم الأرقام القياسية، إلا أن المراقبين الدوليين سجلوا ضغوطًا إدارية على الناخبين لكي يشاركوا في الاقتراع وتهديدات لممثلي الأحزاب وإعاقة لعمل المراقبين. في يوليو 2011، دخل نزارباييف مستشفى جامعة هامبورغ إيبندورف لكن دخوله لم يُعلَن عنه رسميا.
في ديسمبر 2011، شهدت البلاد أعمال شغب واضطرابات وصفت من قبل بي بي سي كأكبر حركة معارضة للسلطة. في 16 ديسمبر 2011، هدأت الأحداث في مدينة جاناوزين النفطية في يوم عيد الاستقلال في البلاد. قتل خمسة عشر شخصا على يد قوات الأمن وأصيب المئات. انتشرت الاحتجاجات بسرعة إلى مدن أخرى ثم هدأت. وتم إعفاء محافظ المنطقة بسبب هذه الاحتجاجات. وتلت الأحداث محاكمات انتُقدت بسبب سوء المعاملة والتعذيب للمحتجزين.

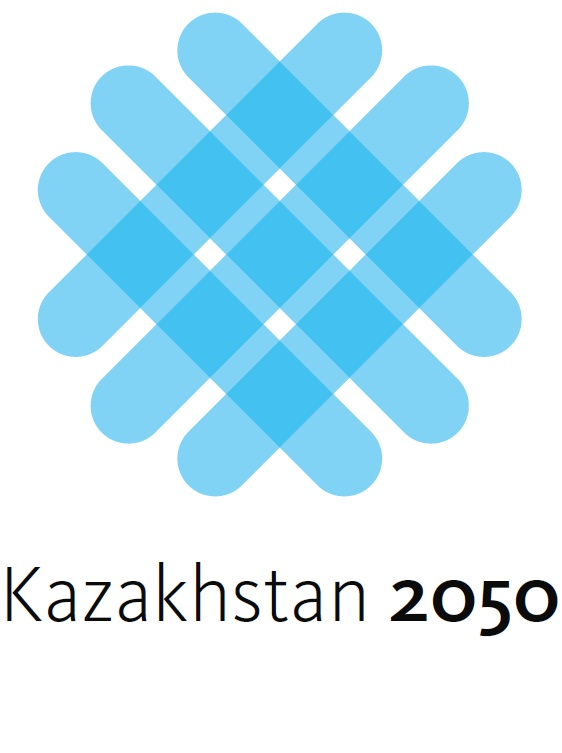
شعار استراتيجية كازاخستان 2050

حصل الرئيس نور سلطان نزارباييف على الجائرة الوطنية لرجل العام سنة 2012. أما من حيث سياسة الدولة، منح اللقب أيضا للرئيس الروسي فلاديمير بوتين والرئيس البيلاروسي ألكسندر لوكاشينكو. وتمت مكافأتهم لإنشاء المجموعة الاقتصادية الأوروآسيوية والاتحاد الاقتصادي الأوروآسيوي.

في ديسمبر 2012، وضع نزارباييف استراتيجيةً وطنية طويلة الأجل وهي استراتيجية كازاخستان 2050 سعيا لتطوير اقتصاد الدولة.
في 25 فبراير، أعلن الرئيس نزارباييف ان الانتخابات الرئاسية الجديدة ستجري في 26 أبريل 2015.

#### ولاية خامسة
جرت الانتخابات الرئاسية في 26 أبريل 2015. وفي اليوم التالي، أعلنت لجنة الانتخابات المركزية أنه تم إعادة انتخابه بنسبة 97.7٪ من الأصوات. وكانت نسبة المشاركة 95.22٪. ووفقا للتقرير الأولي وتقرير بعثة مراقبي الانتخابات بمنظمة الأمن والتعاون في أوروبا فإن الانتخابات أجريت في ظل قيود مفروضة على وسائل الإعلام، وانعدام الشفافية في تمويل الأحزاب السياسية وعدد محدود من مرشحي المعارضة. وأدى نزارباييف اليمين الدستوري في 29 أبريل.

## السياسات

### السياسة الخارجية

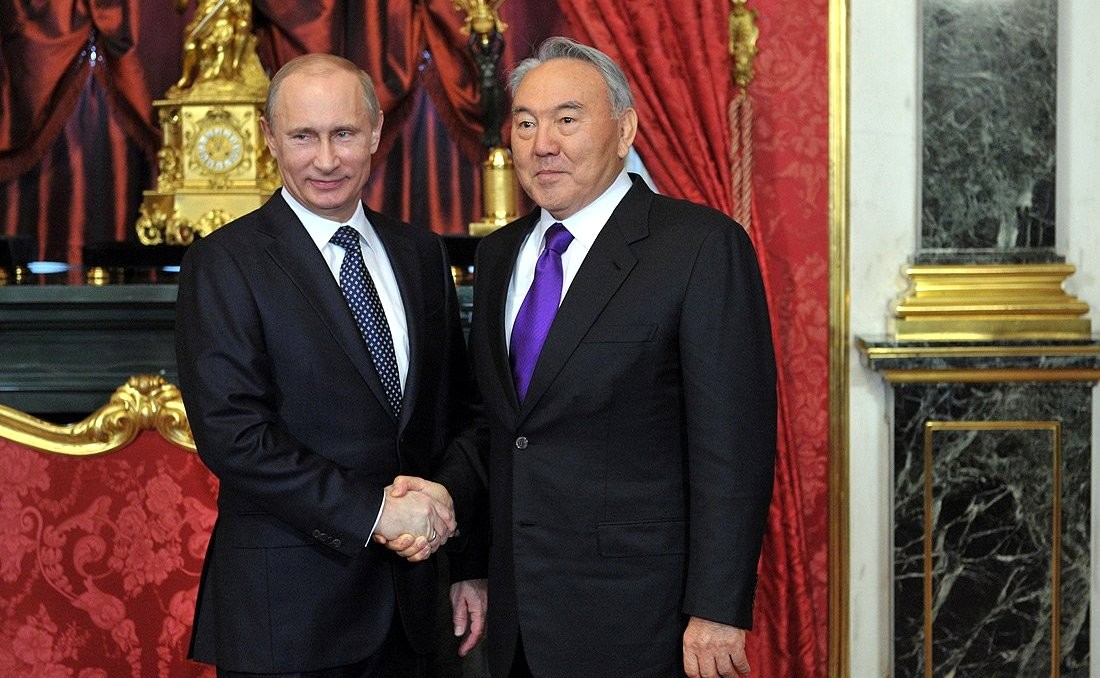
نزارباييف وفلاديمير بوتين في موسكو في عام 2012.

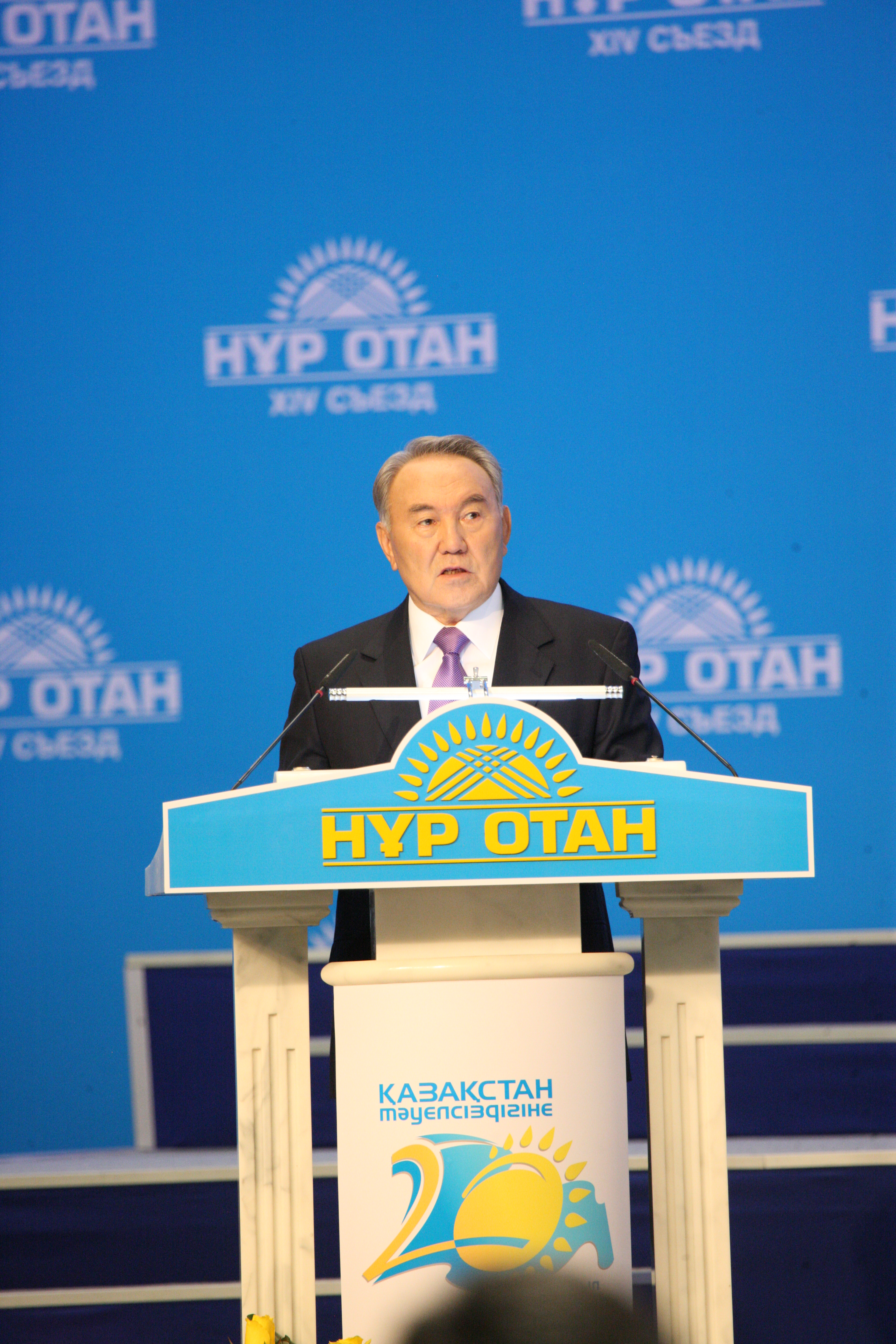
نزارباييف في مؤتمر نور أتان حول مكافحة الإرهاب ومكافحة الكوارث البيئية والأوبئة في عام 2009.

على الرغم من عضوية كازاخستان في منظمة المؤتمر الإسلامي (الآن منظمة التعاون الإسلامي)، فإن للبلد تحت رئاسة نزارباييف علاقات جيدة مع إسرائيل. أقيمت العلاقات الدبلوماسية في عام 1992 وذهب الرئيس نزارباييف إلى إسرائيل في عام 1995 وعام 2000. وفي عام 2005، بلغ حجم التجارة الثنائية بين البلدين 724 مليون دولار.

### البيئة
في سيرته الذاتية عام 1998، كتب نزارباييف أن «اختفاء بحر آرال، على الرغم من حجمه، هو واحد من أكبر الكوارث البيئية في العالم اليوم. وليس من المبالغة وضع الحالة على قدم المساواة مع تدمير غابة الأمازون ».
 ودعا أوزبكستان، تركمانستان، طاجيكستان، وقيرغيزستان، وكذلك العالم لتقديم المزيد من الجهد للحد من الأضرار البيئية التي حدثت خلال الحقبة السوفيتية.

### النووي
سلطان نزارباييف لاعب عالمي حول قضايا عدم الانتشار النووي والأمن. ورثت كازاخستان عن الاتحاد السوفيتي رابع مخزون من الأسلحة النووية في العالم. في أربع سنوات من استقلالها، فككت جميع مخزونها ولا تملك الآن أي أسلحة النووية.

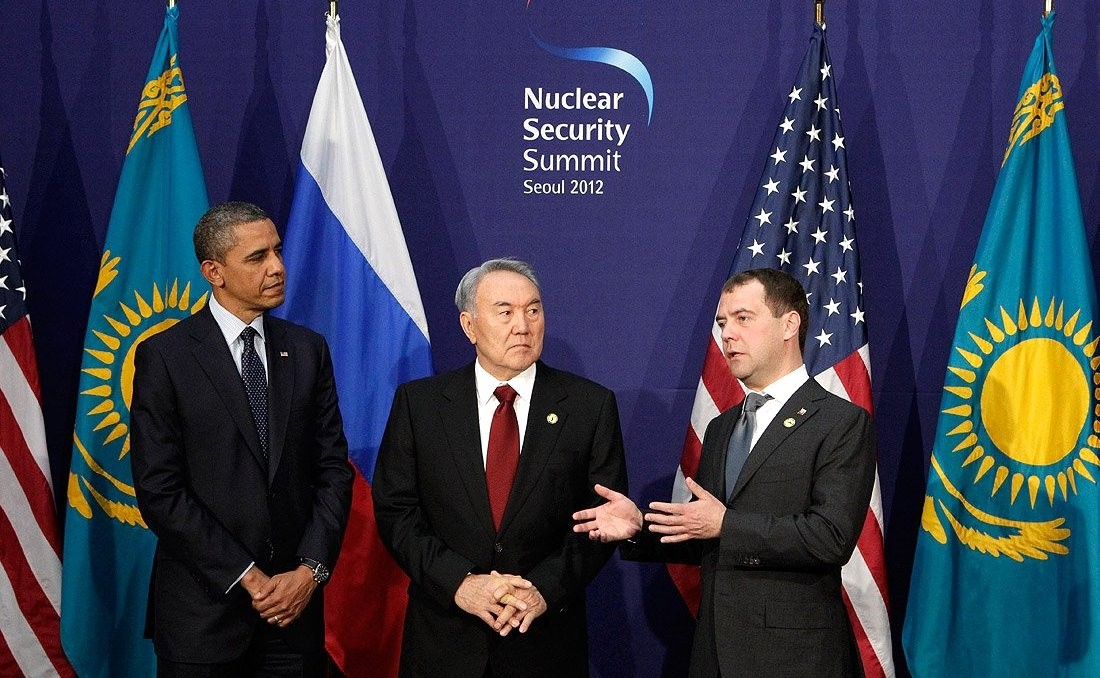
نور سلطان نزارباييف مع باراك أوباما وديمتري ميدفيديف في قمة نووية في سيول.

واعترف الرئيس أوباما بدور نزارباييف في هذا المجال خلال اجتماع ثنائي في قمة سيول النووية 2012. يريد نزارباييف كازاخستان مثالا للدول الأخرى لتحسين أمنها بالتخلي عن برامج الأسلحة النووية والمخزونات.
خلال الحقبة السوفيتية، تم إجراء أكثر من 500 تجربة نووية عسكرية من قبل العلماء في المنطقة الكازاخية، ومعظمها في المضلع النووي بسيميبالاتينسك، مما تسبب في أمراض مرتبطة بالإشعاع، ومشاكل عند الولادة. مع زوال الاتحاد السوفيتي، أغلق نزارباييف الموقع. وشجع الحركة أولزاس سليمانوف المناهضة للأسلحة النووية في كازاخستان. في إطار مشروع الياقوت، عملت الحكومة الكازاخية وحكومة الولايات المتحدة معا لتفكيك الأسلحة السوفيتية القديمة في البلاد. وقد وافق الأميركيون على إعطاء 800 مليون دولار تكاليف النقل والتعويض.
شجع نزارباييف الجمعية العامة للأمم المتحدة على أن يكون 29 أغسطس اليوم الدولي لمناهضة التجارب النووية. في مقالته، اقترح معاهدة جديدة بشأن عدم الانتشار من شأنها أن تضمن التزامات واضحة من جانب الحكومات الموقعة وتحديد عقوبات لعدم تنفيذ أحكام الاتفاقية. وقام بالتوقيع على معاهدة إنشاء منطقة خالية من الأسلحة النووية في آسيا الوسطى في 8 سبتمبر 2006.

### إيران
في خطاب ألقاه في 15 ديسمبر 2006 بمناسبة الذكرى 15 لاستقلال كازاخستان، أعلن نزارباييف رغبته انضمام إيران إلى اعتماد عملة موحدة لجميع دول آسيا الوسطى وحاول الترويج للفكرة مع الرئيس الإيراني محمود أحمدي نجاد. كما انتقد الرئيس الكازاخي أيضا إيران وأسماها بالدولة الراعية للإرهاب. وفي بيان مؤرخ في 19 ديسمبر، أعلن وزير الشؤون الخارجية الكازاخية أن تصريحاته ليست «ما الذي يعنيه»، وأن تعليقاته كانت «خطأ».

### دور المرأة في السياسة
في عام 2011، طلب نزارباييف من حكومته فتح المزيد من الفرص للمرأة سواء في السياسة وفي الحكومة. وأعلن في المؤتمر النسائي الأول: «أعطيت للحكومة تعليمات، فضلا عن الإدارة الرئاسية ولجنة شؤون المرأة، وزعماء حزب نور أتان، لتشكيل خطة ملموسة اعتبارا من 2016 لتعزيز دور المرأة في صنع القرار».

### الدين
أيد الرئيس تنظيم منتدى الأديان العالمية والتقليدية في عاصمة كازاخستان، أستانا.
وخلال الحقبة السوفيتية، اعتمد نزارباييف نظرة معادية للدين، ولكن أَوْلى إرثه الإسلامي بالقيام بالحج ودعم ترميم المساجد.

في عهد الرئيس نزارباييف، أصبحت كازاخستان متعددة الثقافات من أجل الحفاظ وجذب ودمج المواهب من مختلف المجموعات العرقية بين مواطنيها والدول التي تتعاون مع هذا البلد، لتنسيق الموارد البشرية في سياق المشاركة في السوق الاقتصادية العالمية. المبادئ المستخدمة في كازاخستان جعلت البلد يسمى أحيانا بـ«سنغافورة السهول».
ومع ذلك، في عام 2012 اقترح نزارباييف القانون، الذي أقره البرلمان، الذي يفرض قيودا صارمة على الممارسات الدينية. واضطَرت الجماعات الدينية لإعادة التسجيل تحت طائلة التعرض لإعلان عدم الشرعية. وقد برر المبادرة على أنها محاولة لكبح التطرف. ولكن، مع هذا القانون، اعتُبرت العديد من المجموعات الدينية غير قانونية ضمنا. من أجل الوجود على المستوى المحلي، يجب أن يكون لجماعة دينية 50 عضوا، 500 عضوا على المستوى الإقليمي وعلى المستوى الوطني أكثر من 5000 عضوا. ويقدر أن ثلثي الجماعات الدينية الموجودة مهددة بالغلق.

### مزاعم فساد
في عام 2004، صنفت منظمة الشفافية الدولية كازاخستان في المرتبة 122 (مع دول أخرى) من إجمالي 146 بلدا حسب مستوى الفساد. وكان معدل كازاخستان، بمقياس على 10، 2.2 (كل الحسابات أشارت إلى أن الفساد مستشرٍ على نطاق واسع). وأعلن الرئيس الحرب على الفساد، وأمر باعتماد «10 خطوات ضده» على جميع مستويات المجتمع والدولة. واتََهمت بعض المنظمات غير الحكومية حكومة نزارباييف بعدم المشاركة في جهود مكافحة الفساد. كما شاركت أسرة نزارباييف نفسه حسب تحقيقات حكومات غربية في غسل أموال وفساد وقتل.
وقال وزير سابق في الحكومة نزارباييف زمان بك نوركاديلوف إنه يجب على نزارباييف الرد على الادعاءات القائلة بأن مسؤولين كازاخ تلقوا ملايين الدولارات كرشاً من شركات نفط أميركية في التسعينات.
يعتبر نزار باييف واحد من القلة الأخيرة في دول آسيا الوسطى الذي احتل منصبا في الاتحاد السوفيتي السابق. ونقل ما لا يقل عن مليار دولار من عائدات النفط إلى حساباته المصرفية الخاصة في بلدان أخرى وتتحكم عائلته في شركات رئيسية أخرى في كازاخستان.

## العائلة
نور سلطان نزارباييف من الجيل الثامن لسلف المحارب كاراساج، والذي عاش بين 1640 و1680، والذي قام بأعمال بطولية في الحرب مع الدزونغار. وقد كان جده باياً.
وهو متزوج من سارة نزارباييفا، وهي مهندسة اقتصادية. وترأس الصندوق الخيري الدولي للأطفال. ولديهما ثلاث بنات وهن:
- داريغا نزارباييفا: دكتورة في العلوم السياسية، عضو في المجلس. كانت متزوجة من راخات علييف حتى طلاقهما في 2007.[81]
- دينارا نزارباييفا: ترأس مؤسسة للتعليم. هي أحد كبار المساهمين في بنك هاليك. وهي أغنى امرأة في كازاخستان. وقدرت مجلة فوربس ثروتها الشخصية بنحو 1.3 مليار دولار أمريكي (938 في العالم و4 في كازاخستان). وهي متزوجة من تيمور كوليباييف.[82]
- علية نزارباييفا: تدير شركة إليستروي للبناء.

ولدى نور سلطان نزارباييف ثمانية أحفاد واثنين من أبناء الأحفاد.
وتشمل عائلته خيرت ساتيبالدي، ابن أخيه، الذي جاء للعيش معه بعد وفاة شقيقه الأصغر نور سلطان. وعُين سكرتيرا لحزب نور أتان. وقد غير لقبه رسميا في منتصف التسعينات · .
لديه أيضا أخ واسمه بولات نزارباييف، متزوج من ميرا نزارباييفا ولديهما ابنان، من بينهما ديانيار نزارباييف. متزوج من ابنة رئيس وزراء ماليزيا، نوريانا نجوى.

## الأوسمة
حصل نور سلطان نزارباييف خلال رئاسته على عديد الأوسمة والجوائز التقديرية. وهذه بعد الأوسمة التي حصل عليها:
- وسام بدر العظمى (2004)
- وسام الشرف للخدمة المشرفة لجمهورية النمسا (Ehrenzeichen für Verdienste um die Republik Österreich)
- وسام ليوبولد
- وسام الملك توميسلاف
- وسام أحمد قديروف
- قلادة النيل العظمى
- وسام صليب تيرا ماريانا (2011)
- وسام الوردة البيضاء (2008)
- وسام أسد فنلندا (2009)
- وسام جوقة الشرف (2008)
- وسام المخلص (2001)
- الوسام الأعلى للأقحوان (大勲位菊花章)
- وسام الاستقلال (2007)
- وسام النسر الذهبي (Алтын Қыран ордені) (1996)
- وسام أستانا
- ميدالية الذكرى 10 لاستقلال جمهورية كازاخستان
- ميدالية «10 سنوات للقوات المسلحة لجمهورية كازاخستان»
- ميدالية الذكرى 10 لدستور جمهورية كازاخستان
- وسام «بمناسبة الذكرى 100 لإنشاء السكك الحديدية في كازاخستان»
- ميدالية الذكرى 10 للبرلمان الكازاخي
- ميدالية «60 عاما من النصر في الحرب الوطنية العظمى 1941-1945»
- ميدالية 10 سنوات أستانا
- وسام فيتوتاس الكبير (2000)
- وسام النجوم الثلاثة (2008)
- وسام سانت تشارلز (2013)
- وسام النسر الأبيض (2002)
- وسام القديس أندرو (Орден Святого апостола Андрея Первозванного)
- ميدالية الذكرى 850 السنوية لموسكو
- ميدالية الذكرى 300 لسانت بطرسبرغ
- ميدالية الذكرى 1000 لقازان
- الذكرى السنوية 140 لمجلس الشيوخ في برلمان رومانيا (2007)
- الوسام الوطني لنجمة رومانيا (Ordinul naţional Steaua României) (1999)
- وسام جمهورية صربيا (2013)[86]
- وسام الصليب الأبيض المزدوج من الدرجة الأولى (Rad Bieleho dvojkríža) (2007)
- وسام إسمويلي سوموني (Орден Исмоили Сомони) (2000)
- الاستحقاق الوطني لجمهورية تركيا (2009)
- وسام الأمير ياروسلاف الحكيم (Орден князя Ярослава Мудрого) (1997)
- وسام الحرية (Орден Свободи) (2010)
- وسام الخدمة المتميزة (1998)
- سلسلة الصليب الأكبر من وسام الاستحقاق لجمهورية المجر (2007)[87]
- وسام القديس مايكل وسانت جورج (2000)
- وسام الاستحقاق للجمهورية الإيطالية (1998)
- وسام زاجيدا (2009)
- وسام الراية الحمراء للعمل (Орден Трудового Красного Знамени) (1980)
- وسام شارة الشرف (Орден «Знак Почёта") (1972)
- ميدالية «تنمية الأراضي العذراء»
- وسام اليوبيل «70 سنوات للقوات المسلحة للاتحاد السوفيتي»

## وصلات خارجية
- نور سلطان نزارباييف على موقع IMDb (الإنجليزية)
- نور سلطان نزارباييف على موقع الموسوعة البريطانية (الإنجليزية)
- نور سلطان نزارباييف على موقع مونزينجر (الألمانية)
- نور سلطان نزارباييف على موقع إن إن دي بي (الإنجليزية)
- نور سلطان نزارباييف على موقع قاعدة بيانات الفيلم (الإنجليزية)
- نور سلطان نزارباييف على موقع كينوبويسك (الروسية)
- نور سلطان نزارباييف على موقع أوليمبيديا (الإنجليزية)
- موقع الرسمي لرئيس جمهورية كازاخستان